# Associazione Sportiva Reggina 1977-1978
Questa voce raccoglie le informazioni riguardanti l'Associazione Sportiva Reggina nelle competizioni ufficiali della stagione 1977-1978.

## Stagione
La squadra ha concluso il girone C della Serie C 1977-1978 al terzo posto. Gli allenatori che siedono sulla panchina amaranto durante la stagione sono due: Antonio Angelillo, poi esonerato e sostituito dall'ex calciatore reggino Rosario Sbano.

## Rosa
| N. |                   | Ruolo | Calciatore         |
| -- | ----------------- | ----- | ------------------ |
|    | Italia (bandiera) | P     | Vincenzo Tortora   |
|    | Italia (bandiera) | P     | Antonio Leone      |
|    | Italia (bandiera) | D     | Giancarlo Olivotto |
|    | Italia (bandiera) | D     | Antonio Condemi    |
|    | Italia (bandiera) | C     | Battista Missiroli |
|    | Italia (bandiera) | D     | Francesco Scoppa   |
|    | Italia (bandiera) | D     | Matteo Spinelli    |
|    | Italia (bandiera) | C     | Livio Manzin       |
|    | Italia (bandiera) | C     | Elvi Pianca        |
|    | Italia (bandiera) | D     | Giancarlo D'Astoli |
|    | Italia (bandiera) | A     | Corrado Fragasso   |

| N. |                   | Ruolo | Calciatore            |
| -- | ----------------- | ----- | --------------------- |
|    | Italia (bandiera) | C     | Giovan Battista Rappa |
|    | Italia (bandiera) | A     | Angelo Labellarte     |
|    | Italia (bandiera) | A     | Vincenzo Toscano      |
|    | Italia (bandiera) | C     | Giancarlo Snidaro     |
|    | Italia (bandiera) | C     | Daniele Gatti         |
|    | Italia (bandiera) | D     | Giorgio Pellegrini    |
|    | Italia (bandiera) | D     | Sergio Reggiani       |
|    | Italia (bandiera) | A     | Ercole Mingrone       |
|    | Italia (bandiera) | C     | Elso Pelle            |
|    | Italia (bandiera) | C     | Agostino Rosaclerio   |